# Wonoenggal
Wonoenggal is een bestuurslaag in het regentschap Purworejo van de provincie Midden-Java, Indonesië. Wonoenggal telt 865 inwoners (volkstelling 2010).